# Ruta de la Amistad

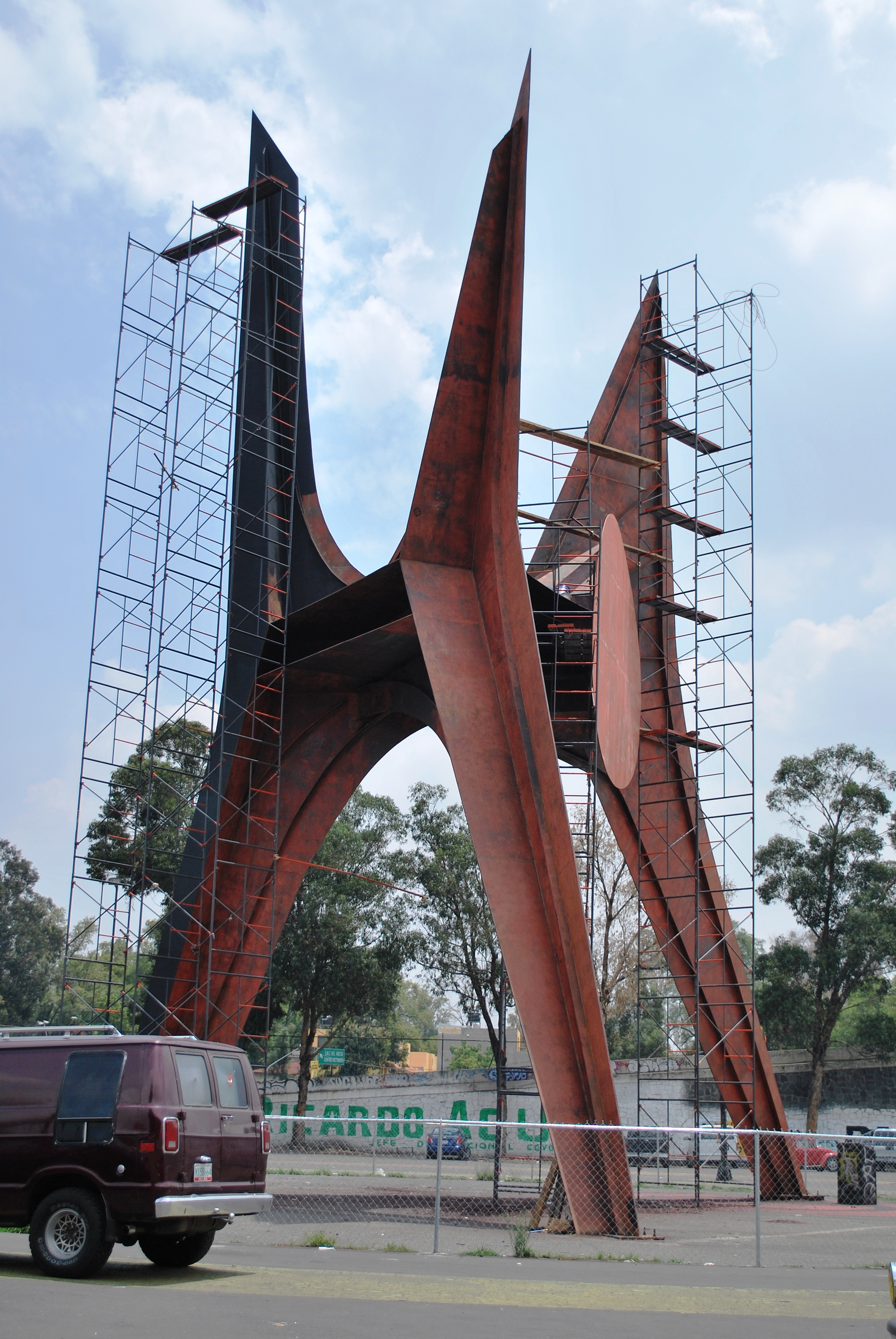
El Sol Rojo van Alexander Calder

Die Ruta de la Amistad (deutsch: Weg der Freundschaft) ist ein Skulpturenweg in Mexiko-Stadt, Mexiko.

## Geschichte
Der Skulpturenweg hat eine Gesamtlänge von 17 Kilometern, der auf den deutschstämmigen mexikanischen Bildhauer und Architekten Mathias Goeritz zurückgeht. Der Skulpturenweg wurde im Rahmen der Vorbereitung der Olympischen Sommerspiele 1968 in Mexiko-Stadt errichtet. Alle Skulpturen haben monumentale Abmessungen, die kleinste ist 7 Meter lang und die größte 22 Meter. Goeritz wurde vor der Ausführung von 1967 und 1968 von dem Architekten Pedro Ramírez Vázques des Mexikanischen Olympischen Organisationskomitees mit diesem Projekt beauftragt.

## Teilnehmende Künstler
Werke, die sich nicht entlang des Skulpturenwegs befinden:
- Alexander Calder – Vereinigte Staaten: El Sol Rojo beim Estadio Azteca
- Mathias Goeritz – Mexiko: La Osa Mayor auf dem Palacio de los Deportes
- Germán Cueto – Mexiko: Hombre Corriendo in der Ciudad Universitaria

Werke, die sich entlang des Skulpturenwegs befinden:
- Ángela Gurría – Mexiko: La herradura[1]
- Willi Gutmann – Schweiz: El ancla[2]
- Miloslav Chlupáč – Tschechoslowakei: Las tres Gracias[3]
- Kioshi Takahashi – Japan: Esferas[4]
- Pierre Székely – Ungarn: El sol bípedo[5]
- Gonzalo Fonseca – Uruguay: La Torre de los vientos[6]
- Costantino Nivola – Italien: Ohne Titel[7]
- Jacques Moeschal – Belgien: Ohne Titel[8]
- Todd Williams – Vereinigte Staaten: Ohne Titel[9]
- Grzegorz Kowalski – Polen: Reloj solar[10]
- Josep Maria Subirachs – Spanien: Ohne Titel[11]
- Clement Meadmore – Australien: Ohne Titel[12]
- Herbert Bayer – Österreich: Muro articulado[13]
- Joop Beljon – Niederlande: Tertulia de gigantes[14]
- Itzhak Danziger – Israel: Ohne Titel[15]
- Olivier Seguin – Frankreich: Ohne Titel[16]
- Mohamed Melehi – Marokko: Ohne Titel[17]
- Helen Escobedo – Mexiko: Puerta al viento[18]
- Jorge Dubón – Mexiko: Señales[19]